# Famiglia patchwork
Una famiglia patchwork (dall'inglese patchwork = intreccio, ordito) è nel senso della parola un "intreccio" di più famiglie. 
Questo concetto relativamente nuovo definisce quelle famiglie in cui i genitori hanno portato i loro reciproci figli da matrimoni o relazioni precedenti nel nuovo rapporto. I figli di una famiglia patchwork non sono necessariamente parenti biologici. Per questo può anche succedere che i figli di un certo gruppo familiare non siano imparentati con nessuno dei due genitori.
È vero che le "famiglie patchwork" sono sempre esistite, per esempio quando un vedovo o una vedova con figli a carico si risposavano o nel caso di bambini, la cui madre o i cui genitori erano morti, che venivano cresciuti insieme in un'altra famiglia, tuttavia, il fenomeno ha acquisito significato negli ultimi anni conseguentemente agli alti tassi di divorzio nei paesi occidentali. Poiché le disposizioni legali e normative sono state indirizzate, principalmente, alla famiglia nucleare legittimata dal matrimonio e dall'origine genealogica, si giunge per le famiglie patchwork a diverse difficoltà legali pratiche e personali con molta necessità di trattativa e di regolamentazione, come ad esempio nel campo del diritto delle adozioni, del diritto di affidamento, del diritto di visita per i genitori che vivono al di fuori della famiglia, delle regolamentazioni per il nome e della reputazione sociale della famiglia e dei suoi membri. Inoltre, è spesso dura per i genitori accordarsi su un'educazione comune che i bambini accettano dalle diverse famiglie d'origine.